# Мстиславский, Фёдор Михайлович
Князь Фёдор Михайлович Мстиславский (ум. 30 июля 1540) — русский воевода, наместник и боярин во времена правления Ивана III Васильевича, Василия III Ивановича и Ивана IV Васильевича Грозного.

## Биография
Из княжеского рода Мстиславских, Гедиминович.

Сын Михаила Ивановича, владетельного князя Ижеславского, и его второй жены Василисы Ивановны Гольшанской (ум. около 1554), дочери князя Ивана Юрьевича Гольшанского. От него происходят русские князья Мстиславские, по знатности уступавшие только самой царской фамилии.

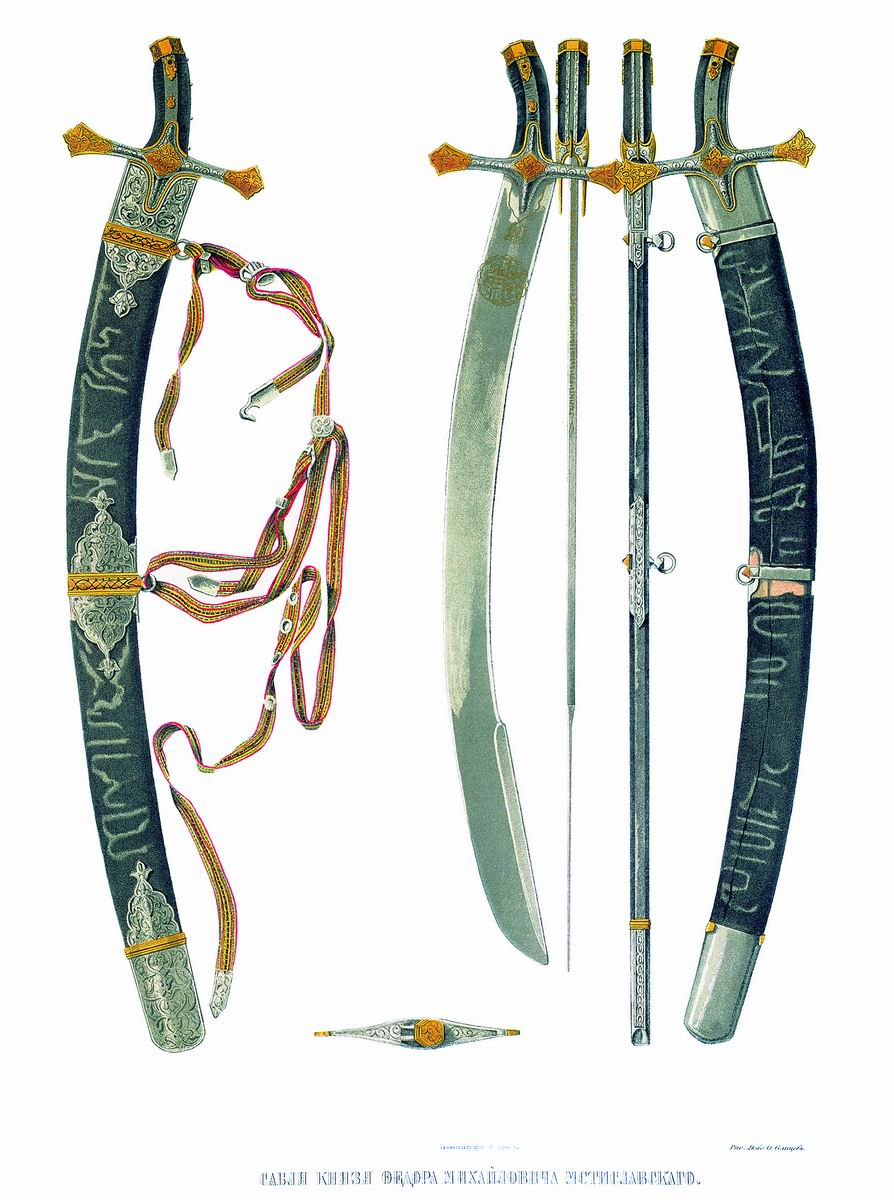
Сабля Фёдора Михайловича Мстиславского

На пятнадцать лет раньше своего отца, князь Фёдор Михайлович поступил в 1526 году из Литвы на службу Великому князю Московскому Ивану III. Став московским боярином, получил в качестве вотчины Малый Ярославец, Кременск и Суходров, а в «кормление» — Каширу и Мышегу (позднее отобраны). В 1500 году первый воевода правой руки войск на поле под Тулою. В начале 1530-х годов некоторое время был в опале из-за намерения отъехать в Литву. В 1514 году привёл в подданство России свой наследственный город Мстиславль с принадлежащими землями и волостями. В 1527 году первый воевода в Кашире и соединяясь с воеводами войск расположенных на Оке, разбил пришедшего царевича Ислама с татарским войском, преследовал их и взял многих в плен. В 1528 году второй воевода Большого полка в Новгороде Северском. В 1529 году первый наместник и воевода в Кашире, откуда ходил с войском в Рославль против татар. В 1533 году послан из села Коломенское в Коломну против крымцев. С сентября 1535 года сперва второй, а после первый воевода Большого полка в Коломне. В январе 1536 года первый воевода в Муроме, за городом, потом послан первым воеводою войск против приходящих к Нижнему Новгороду и Балахне казанских татар, и ходил за ними на судах Волгою до Москвы и Долгова острова. В июле 1536 года первый воевода войск правой руки. В 1537 году первый воевода во Владимире, а после в Муроме и по соединении с мещерскими воеводами первый воевода Большого полка. В 1538 году первый воевода войск правой руки в Кашире, а 1539 году в Коломне.
Его победы легли в основу последующего полного разгрома Казани Иваном Грозным. В Оружейной палате Московского Кремля хранится боевая сабля Фёдора Михайловича.
Умер 30 июля 1540 года, погребён в Москве в Симоновом монастыре.

## Семья
Жена: с 29 августа 1529 года, княжна Настасья Петровна Казанская (ум. 17 декабря 1541) — племянница государя, дочь его сестры — великой княгини Евдокии Ивановны и казанского царевича Куйдагула (в крещении Петра). Настасья Петровна, овдовев 30 июня 1537 года (?), 6 июня 1538 года (?) вступила во второй брак с князем Василием Васильевичем Шуйским, умершим в ту же осень.
Дети: 
- Иван Фёдорович (ум. 1586) —  кравчий, спальник, боярин и пользовавшийся особенным расположением царя Ивана Грозного.

## Критика
У историков имеются расхождения по датам выезда на московскую службу и смерти князя Фёдора Михайловича:
М. Г. Спиридов указывает в качестве даты выезда из Литвы 1499 год, однако эта дата неверная, так как в этом году Фёдор Михайлович либо не родился, либо был младенцем, так как брак его отца с Ульяной Михайловной Мстиславской был заключён в 1498 или 1499 году. Его матерью также может быть вторая жена Михаила Ивановича Заславского Василиса Ивановна Гольшанская. В. Н. Татищев в 5-й книге своего труда «История Российская» указывает, что Мстиславский приехал служить великому князю в 1526 году.
М. Г. Спиридов и А. Б. Лобанов-Ростовский указывают дату смерти 30 июля 1540 года, что подтверждается службами князя. Если это верно, то возникает вопрос о втором замужестве княжны Настасьи Петровны, которое произошло в течение шести месяцев от смерти мужа до её смерти, что не в религиозных правилах русской православной церкви. В работе И. Ф. Токмакова 1892 года о Симоновом монастыре в разделе надгробий местных захоронений указывается дата смерти 30 июня 1540 года: «Лета 7048 (1540) году Іюня въ 30 день, на память Всехвальныхъ 12 Апостоловъ, преставись благоверный князь Өедоръ Михайловичъ Мстиславской.»